# Galium talaveranum
Galium talaveranum är en måreväxtart som beskrevs av Ortega Oliv. och Juan Antonio Devesa. Galium talaveranum ingår i släktet måror, och familjen måreväxter. Inga underarter finns listade i Catalogue of Life.